# Bularros
Bularros – gmina w Hiszpanii, w prowincji Ávila, w Kastylii i León, o powierzchni 30,76 km². W 2011 roku gmina liczyła 80 mieszkańców.